# Martinez de Pasqually
Joachim Martínez Pasqually o simplemente Martínez de Pasqually (Grenoble, 1727 - Santo Domingo, 20 de septiembre de 1774) fue un teúrgo y teósofo francés. En realidad, no se sabe nada con certeza con respecto a su origen. Sus actividades antes de 1760 tampoco se conocen bien. Esto se debe principalmente al hecho de que utilizó diferentes nombres y firmas en los documentos oficiales durante su vida, como Martines o Martínez de Pascualis, Pasqualys, Pasquallis, Pasqualy o Pasqually.

En el  Tratado de la Reintegración de los Seres a sus originales virtudes, poderes y cualidades expone sus teorías sobre la caída del hombre y el retorno a la divinidad. 
Fundó un rito masónico elevado, un sistema al cual dio el nombre de Elús Cohen o Sacerdotes Elegidos del Universo. Solamente aquellos masones de grado "Elús" eran admitidos en los "Elús Cohen". A esta Orden de los Elegidos Cohen pertenecieron Jean Baptiste Willermoz y Louis Claude de Saint-Martin.
Cuando Martinez de Pasqually se retiró a la Isla de Santo Domingo, falleciendo en Haití, en la ciudad de Puerto Príncipe, se encargaron del mantenimiento de la Orden sus discípulos Willermoz y de Saint-Martin. Poco a poco se fueron creando los círculos de los amigos del Filósofo Desconocido (Louis Claude de Saint-Martin), quien instituyó su rito Martinista.

## Obras
- Tratado de la Reintegración de los Seres: En sus propiedades, virtudes y poderes espirituales y divinos originales. (1772-1773)[1]